# Phoenix (Band)
Phoenix ist eine französische Indie-Pop-Band aus Versailles.

## Bandgeschichte
Deck D’Arcy, Thomas Mars und Christian Mazzalai gingen zusammen zur Schule, als sie 1991 ihre erste gemeinsame Band gründeten. 1995 holte Christian Mazzalai seinen Bruder Laurent Brancowitz in die Band, der bis dahin Gitarrist in einer Band mit Thomas Bangalter und Guy Manuel de Homem Christo war, die später Daft Punk gründeten. Seit 1997 nennt sich die Band Phoenix. Im Jahre 2000 wurde das später unter Musikern einflussreiche Album United veröffentlicht, 2004 folgte das Album Alphabetical mit den erfolgreichen Stücken Everything Is Everything und Run Run Run. Im selben Jahr spielte die Band auch bei Rock am Ring und Rock im Park. 2005 nahmen sie in Berlin das Album It's Never Been Like That auf, das am 15. Mai 2006 erschienen ist. Im Mai 2009 erschien das von Philippe Zdar (Cassius) produzierte Album Wolfgang Amadeus Phoenix, für das die Band 2010 mit dem Grammy Award für das beste Alternative-Album ausgezeichnet wurde. Weiterhin nahm die Band am 12. Oktober ein Unplugged-Album beim NDR-Hörfunk (N-Joy) auf, welches nicht in den freien Handel gelangte. Es lag der Februar-Ausgabe des Magazins Musikexpress als Gratis-CD bei und enthält acht Tracks, darunter auch die Single 1901, die durch einen Werbespot des Mobilfunknetzbetreibers O2 populär wurde. Ihr Album Bankrupt! erschien am 19. April 2013. Am 9. Juni 2017 erschien das Album Ti Amo. 2020 veröffentlichten Phoenix die Single Identical, eine Hommage an den 2019 verstorbenen Produzenten Philippe Zdar, die Teil des Soundtracks zu Sofia Coppolas Film On The Rocks ist.
Die Band trat bei der Schlussfeier der  Olympischen Sommerspiele 2024 in Paris auf.

## Sonstiges
Der Titel Too Young aus dem Album United wurde im Film Schwer verliebt (Shallow Hal) verwendet und ist auch auf dem Soundtrack-Album zum Film enthalten.
Prominenter Fan der Band ist Sofia Coppola, die den Song Too Young vom Album United in ihrem Film Lost in Translation benutzte. Im Film Marie Antoinette von Sofia Coppola aus dem Jahre 2006 hatte die Gruppe einen kurzen Gastauftritt als Hofmusiker. Thomas Mars, der Sänger der Band, lebt seit 2005 mit Sofia Coppola zusammen. Gemeinsam haben sie zwei Töchter. Sofia Coppolas Bruder Roman produzierte für den Song Funky Squaredance ein nicht ganz ernstzunehmendes Musikvideo. Die Band ist außerdem gut bekannt mit Air. Für den Film The Virgin Suicides unterstützte Thomas Mars als „Gordon Tracks“ die von Air produzierte Filmmusik mit seinem Gesang für den Song Playground Love.
Im Jahr 2005 war der Titel Everything Is Everything Titelmelodie der Sat.1-Serie LiebesLeben.
Bekannt geworden ist vor allem auch der Buffalo-Bunch-Remix von If I Ever Feel Better, der in der Club-Szene mittlerweile schon als Klassiker gilt. 2011 wurde der Titel von Julian Perretta gecovert.
2010 wurde der Song Lisztomania der Band im Film Friendship! (2010, mit Matthias Schweighöfer) verwendet.
Thomas Mars ist der Neffe des deutschen Journalisten und Literaturkritikers Hellmuth Karasek und des Schriftstellers Horst Karasek.
Für Sofia Coppolas Film Somewhere aus dem Jahr 2010 schrieb Phoenix die Musik. In Coppolas Film The Bling Ring ist das Lied Bankrupt! zu hören. Im Weihnachtsfilm A Very Murray Christmas traten sie 2015 auf. Es folgte die Musik zu Coppolas Filmen Die Verführten (2017) und Priscilla (2023).
Am 11. August 2024 trat Phoenix zusammen mit Angèle und Kavinsky bei der Schlussfeier der Olympischen Sommerspiele 2024 in Paris auf.

## Diskografie

### Studioalben
| Jahr | Titel                     | Höchstplatzierung, Gesamtwochen, AuszeichnungChartplatzierungen (Jahr, Titel, Platzierungen, Wochen, Auszeichnungen, Anmerkungen) | Höchstplatzierung, Gesamtwochen, AuszeichnungChartplatzierungen (Jahr, Titel, Platzierungen, Wochen, Auszeichnungen, Anmerkungen) | Höchstplatzierung, Gesamtwochen, AuszeichnungChartplatzierungen (Jahr, Titel, Platzierungen, Wochen, Auszeichnungen, Anmerkungen) | Höchstplatzierung, Gesamtwochen, AuszeichnungChartplatzierungen (Jahr, Titel, Platzierungen, Wochen, Auszeichnungen, Anmerkungen) | Höchstplatzierung, Gesamtwochen, AuszeichnungChartplatzierungen (Jahr, Titel, Platzierungen, Wochen, Auszeichnungen, Anmerkungen) | Höchstplatzierung, Gesamtwochen, AuszeichnungChartplatzierungen (Jahr, Titel, Platzierungen, Wochen, Auszeichnungen, Anmerkungen) | Anmerkungen                            |
| Jahr | Titel                     | DE | AT | CH | UK | US | FR | Anmerkungen                            |
| ---- | ------------------------- | --- | --- | --- | --- | --- | --- | -------------------------------------- |
| 2000 | United                    | — | — | — | — | — | FR90 (11 Wo.)FR | Erstveröffentlichung: 8. Juni 2000     |
| 2004 | Alphabetical              | DE68 (4 Wo.)DE | — | — | — | — | FR41 (14 Wo.)FR | Erstveröffentlichung: 29. März 2004    |
| 2006 | It’s Never Been Like That | DE41 (5 Wo.)DE | AT74 (1 Wo.)AT | CH66 (7 Wo.)CH | — | — | FR34 (24 Wo.)FR | Erstveröffentlichung: 15. Mai 2006     |
| 2009 | Wolfgang Amadeus Phoenix  | DE18 (4 Wo.)DE | AT66 (1 Wo.)AT | CH23 (5 Wo.)CH | UK54 Silber · (1 Wo.)UK | US37 Gold · (83 Wo.)US | FR14 (80 Wo.)FR | Erstveröffentlichung: 25. Mai 2009     |
| 2013 | Bankrupt!                 | DE18 (2 Wo.)DE | AT31 (2 Wo.)AT | CH22 (3 Wo.)CH | UK14 (2 Wo.)UK | US4 (12 Wo.)US | FR3 (20 Wo.)FR | Erstveröffentlichung: 19. April 2013   |
| 2017 | Ti Amo                    | DE50 (1 Wo.)DE | AT69 (1 Wo.)AT | CH28 (3 Wo.)CH | UK83 (1 Wo.)UK | US42 (2 Wo.)US | FR17 (9 Wo.)FR | Erstveröffentlichung: 9. Juni 2017     |
| 2022 | Alpha Zulu                | — | — | CH90 (1 Wo.)CH | — | — | FR44 (7 Wo.)FR | Erstveröffentlichung: 4. November 2022 |

### Livealben
- 2004: Thirtydaysago
- 2009: Live & Unplugged (Aufnahme des NDR-Hörfunks, in Ausgabe 02/10 des Musikexpress enthalten)

### Singles
| Jahr | Titel Album                           | Höchstplatzierung, Gesamtwochen, AuszeichnungChartplatzierungen (Jahr, Titel, Album, Platzierungen, Wochen, Auszeichnungen, Anmerkungen) | Höchstplatzierung, Gesamtwochen, AuszeichnungChartplatzierungen (Jahr, Titel, Album, Platzierungen, Wochen, Auszeichnungen, Anmerkungen) | Höchstplatzierung, Gesamtwochen, AuszeichnungChartplatzierungen (Jahr, Titel, Album, Platzierungen, Wochen, Auszeichnungen, Anmerkungen) | Höchstplatzierung, Gesamtwochen, AuszeichnungChartplatzierungen (Jahr, Titel, Album, Platzierungen, Wochen, Auszeichnungen, Anmerkungen) | Höchstplatzierung, Gesamtwochen, AuszeichnungChartplatzierungen (Jahr, Titel, Album, Platzierungen, Wochen, Auszeichnungen, Anmerkungen) | Höchstplatzierung, Gesamtwochen, AuszeichnungChartplatzierungen (Jahr, Titel, Album, Platzierungen, Wochen, Auszeichnungen, Anmerkungen) | Anmerkungen                                                    |
| Jahr | Titel Album                           | DE | AT | CH | UK | US | FR | Anmerkungen                                                    |
| ---- | ------------------------------------- | --- | --- | --- | --- | --- | --- | -------------------------------------------------------------- |
| 1999 | Too Young United                      | — | — | — | — | — | FR97 (1 Wo.)FR | Erstveröffentlichung: 31. Dezember 1999                        |
| 2001 | If I Ever Feel Better United          | — | — | — | UK65 (1 Wo.)UK | — | FR12 Gold · (36 Wo.)FR | Erstveröffentlichung: 22. Januar 2001                          |
| 2004 | Everything Is Everything Alphabetical | — | — | — | UK74 (3 Wo.)UK | — | — | Erstveröffentlichung: 22. März 2004                            |
| 2004 | Run Run Run Alphabetical              | — | — | — | UK66 (2 Wo.)UK | — | — | Erstveröffentlichung: 19. April 2004                           |
| 2009 | 1901 Wolfgang Amadeus Phoenix         | — | — | — | UK— SilberUK | US84 Platin · (13 Wo.)US | — | Erstveröffentlichung: 23. Februar 2009                         |
| 2013 | Entertainment Bankrupt!               | — | — | — | — | — | FR43 (6 Wo.)FR | Erstveröffentlichung: 19. Februar 2013                         |
| 2017 | J-Boy Ti Amo                          | — | — | — | — | — | FR58 (2 Wo.)FR | Erstveröffentlichung: 27. April 2017                           |
| 2024 | Nightcall –                           | — | — | — | — | — | FR15 Diamant · (33 Wo.)FR | Erstveröffentlichung: 20. September 2024 mit Kavinsky & Angèle |

Weitere Singles
- 1999: Party Time
- 2001: Heatwave
- 2006: Lost and Found
- 2006: Long Distance Call
- 2006: Consolation Prizes
- 2009: Lisztomania (UK: Silber, US: Platin)
- 2010: Lasso
- 2013: Chloroform
- 2013: Trying to Be Cool
- 2013: S.O.S. in Bel Air
- 2015: Alone on Christmas Day (mit Bill Murray)
- 2017: Ti Amo
- 2017: Goodbye Soleil
- 2020: Identical
- 2023: After Midnight (feat. Clairo)